# Sebastián Vilá
Sebastián Vilá Olaria (Palma de Mallorca, 24 de enero de 1896 - Sidi Mesaud, Aít Kmera, Marruecos español, 23 de agosto de 1923) fue un militar español. Ostentó el rango de capitán y sirvió al Ejército de Tierra entre los años 1912 y 1923, si bien destaca su participación en la guerra del Rif (1911-1927). En dicho conflicto perdió la vida tras ser alcanzado por las cabilas rifeñas. Fue condecorado póstumamente con la Cruz Laureada de San Fernando y declarado Hijo Ilustre de Palma de Mallorca así como Hijo Adoptivo de Santañí, población de la que era originaria su  familia paterna.

## Inicios de su carrera
Sebastián Vila Olaria nació el 24 de enero de 1896 en el número 42 de la palmesana calle de los Olmos. Era hijo del Miguel Vila Palmer, teniente coronel del ejército de tierra, y de María de los Ángeles Olaria Mas. Cursó estudios primarios con dos profesores particulares y el Bachiller de Artes en el Instituto General Técnico de Baleares (actual IES Ramon Llull).
A los dieciséis años, y tras prepararse en la academia que dirigida el comandante León y Castelló, fue admitido como cadete en la Academia de Infantería de Toledo, donde empezó su carrera de las armas. Tres años, dos meses y diecisiete días después, tras haber finalizado sus estudios de milicia, recibió el despacho de segundo teniente por Real Orden de 5 de noviembre de 1915. Su primer destino fue el Regimiento de Infantería Navarra n.º 25, en Lérida, aunque estuvo poco tiempo en él ya que en junio de 1916 sentó plaza en el Regimiento de Infantería Inca nº 62, en Mallorca.

## Guerra del Rif

### Melilla
Para Vila, la vida en el cuartel y las maniobras militares eran monótonas y aburridas. Por medio de la prensa llega a sus oídos que muchos españoles luchan y caen en combate en el Marruecos español. De este modo, el 6 de febrero de 1916 obtuvo el permiso de su coronel, Rafael Romero Carballo, y se incorporó de manera voluntaria al Regimiento de Infantería África n.º 68, en Melilla.
En la ciudad africana prestó servicios de marchas y patrullas e instruyó a los nuevos reclutas. En ese nuevo destino presta innumerables servicios de marchas y patrullas e instruye a los nuevos reclutas. Ascendió a primer teniente por Real Orden de 16 de noviembre de 1917. Por los servicios prestados en África le fue concedida la Cruz del Mérito Militar con distintivo Rojo. Posteriormente se le destinó a Barcelona, coincidiendo con la crisis de 1917, y poco después regresa al Regimiento de Infantería de Inca n.º 62, siendo destacado en Palma.

### Tercio de Extranjeros
El 20 de abril de 1920, el teniente coronel José Millán-Astray creó el Tercio de Extranjeros —futura Legión Española—, teniendo como segundo jefe al comandante Francisco Franco. Sebastián Vila dejó su cómodo destino en Mallorca y se incorporó a esa nueva unidad militar, siendo destinado a la Primera Bandera, en la columna que establecía una línea defensiva y de comunicación entre el Mar Mediterráneo y el Océano Atlántico. Durante los días 21, 22 y 23 de julio de 1921 tuvo lugar el llamado Desastre de Annual, que tuvo como consecuencia el derrumbamiento de la Comandancia General de Melilla y la muerte de miles de soldados españoles. Paralelamente, la ciudad de Melilla estuvo a punto de ser tomada por las tribus rifeñas dirigidas por Abd-el-Krim. El Tercio de Extranjeros, junto a otras fuerzas españolas en el Protectorado de Marruecos y otras venidas desde la península, acudieron a la defensa del enclave.  
Varias semanas después, el 8 de septiembre, tuvo lugar la batalla de Casabona. En ella, el teniente Vila fue alcanzado por dos balas enemigas en el brazo. Fue trasladado al hospital de Melilla, donde se le realizó una primera cura, para ser posteriormente evacuado a Málaga primero y a Palma de Mallorca a finales de mes, donde convaleció hasta el mes de noviembre en que pudo reincorporarse a su compañía. Por estos acontecimientos fue recompensado con una nueva Cruz del Mérito Militar con distintivo rojo y la Medalla de Sufrimientos por la Patria con dos aspas de herido rojas sobre la cinta de la condecoración. Le fueron impuestas por el comandante Franco en el campamento de Dar Dri en agosto de 1922.
El 31 de octubre del mismo año fue promocionado a capitán por antigüedad y destinado al Regimiento de Infantería Galicia n.º 19 en Jaca. Permaneció en la ciudad oscense hasta el 30 de junio de 1923, cuando regresó a África al mando de la 14.ª Compañía de Tarfesit, cuyo campamento base se hallaba en Sidi-Guariach hasta que se trasladó a Dar Quebdani. Su función principal era la protección de convoyes y marchas. El 18 de agosto, la compañía de Vila estableció contacto con el enemigo. En un momento de la batalla, uno de sus hombres fue abatido y el capitán acudió en su auxilio, acción que tuvo como consecuencia la huida de los rifeños que pretendían rematar al legionario herido, e intentó llevarlo sobre sus espaldas a un lugar seguro. Pero los marroquíes volvieron a atacar nuevamente, disparando sin cesar haciendo que sus proyectiles impactasen en los cuerpos de los dos españoles. Los demás legionarios lograron retirarlos del fuego de los rifeños. El legionario herido fue evacuado, pero Vila se negó a seguirlo y continuó al mando de su tropa.

## Muerte
El fuego de los rifeños había alcanzado a Vila. Durante la carga recibió un balazo en un muslo, con orificio de entrada y de salida provocando una hemorragia de importante gravedad. Horas después llegó el resto de la columna y el capitán accedió a ser trasladado a un puesto de socorro, pero debido a la gran cantidad de sangre perdida se encontraba muy débil, por lo que falleció a los pocos minutos de llegar al hospital de campaña de Sidi Mesaud.
Sus restos recibieron sepultura primeramente en Sidi Mesaud, si bien el 14 de octubre de 1928, una vez finalizada la guerra del Rif, fueron trasladados con todos los honores militares al cementerio de la Purísima Concepción de Melilla, donde fue enterrado en el Panteón de los Héroes. Además, el 28 de febrero de 1927 se le concedió a título póstumo la más alta condecoración militar española, la Cruz Laureada de San Fernando, así como el ascenso a comandante de Infantería.
En su Mallorca natal, el consistorio de la capital destapó el 12 de octubre de 1927 una placa honorífica en la casa de la calle de los Olmos en la que nació, todavía hoy visible. Además lo nombró Hijo Ilustre el 31 de diciembre de 1928 y rotuló una de las calles del barrio de Pedro Garau como «Calle Capitán Vila». Por su parte, el ayuntamiento de Santañí, población de la que era originaria su familia paterna, lo nombró Hijo Adoptivo y le concedió una vía, la calle «Sebastián Vila», ubicada junto a la plaza Mayor.